# Quesnelia marmorata
Quesnelia marmorata är en gräsväxtart som först beskrevs av Lem., och fick sitt nu gällande namn av Robert William Read. Quesnelia marmorata ingår i släktet Quesnelia och familjen Bromeliaceae. Inga underarter finns listade i Catalogue of Life.